# Shahrestān di Tonekabon
Lo shahrestān di Tonekabon (farsi شهرستان تنکابن) è uno dei 20 shahrestān della provincia del Mazandaran, il capoluogo è Tonekabon. Lo shahrestān è suddiviso in 3 circoscrizioni (bakhsh): 
- Centrale (بخش مرکزی)
- Neshta (بخش نشتا), con la città di Neshtarud.
- Khorramabad (بخش خرم‌آباد), con la città di Khorramabad.